# Bottighofen
Bottighofen är en ort och kommun vid Bodensjön  i distriktet Kreuzlingen i kantonen Thurgau, Schweiz. Kommunen har 2 688 invånare (2023).